# 23543 Saiki
23543 Saiki è un asteroide della fascia principale. Scoperto nel 1993, presenta un'orbita caratterizzata da un semiasse maggiore pari a 2,8550682 au e da un'eccentricità di 0,0675217, inclinata di 3,32119° rispetto all'eclittica.